# Murina ryukyuana
Murina ryukyuana — вид ссавців родини лиликових.

## Проживання, поведінка
Країна поширення: Японія. Вид залежить від зрілих лісів. Спить у дуплах дерев.

## Загрози та охорона
Вирубки лісів є ймовірною загрозою для цього виду.